# Anolis kunalayae
Anolis kunalayae — вид ігуаноподібних ящірок родини анолісових (Dactyloidae). Ендемік Панами.

## Поширення і екологія
Anolis kunalayae відомі з типової місцевості, що лежить у провінції Кокле на заході Центральної Панами. Вони живуть у тропічних лісах, на висоті 320 до 1050 м над рівнем моря.